# I liga czechosłowacka w rugby
I liga czechosłowacka w rugby – najwyższa klasa rozgrywkowa w rugby union na terenie Czechosłowacji do rozpadu tego kraju zarządzana przez Československá rugbyová unie. Jej zwycięzca zostawał mistrzem kraju, a najsłabsze drużyny spadały do II ligi.
Jej kontynuatorem od 1993 roku jest Ekstraliga czeska w rugby.

## Triumfatorzy
- 1929 – SK Slavia Praga
- 1930 – SK Slavia Praga
- 1931 – AC Sparta Praga
- 1932 – SK Slavia Praga
- 1933 – SK Slavia Praga
- 1934 – SK Slavia Praga
- 1935–1947 – brak rozgrywek
- 1948 – LTC Praga
- 1949 – ATK Praga
- 1950 – Sokol Brno I
- 1951 – ATK Praga
- 1952 – ATK Praga
- 1953 – ÚDA Praga
- 1954 – ÚDA Praga
- 1955 – TJ Spartak AZKG Praga
- 1956 – TJ Dynamo Praga
- 1957 – TJ Dynamo Praga
- 1958 – TJ Dynamo Praga
- 1959 – TJ Dynamo Praga
- 1960 – TJ Spartak AZKG Praga
- 1961 – TJ Dynamo Praga
- 1962 – TJ Spartak AZKG Praga
- 1963 – TJ Spartak AZKG Praga
- 1964 – TJ Slavia Praga IPS
- 1965 – Spartak ZJŠ Brno
- 1966 – TJ Spartak AZKG Praga
- 1967 – Sparta Praga
- 1968 – Sparta Praga
- 1969 – TJ Slavia Praga IPS
- 1970 – Dukla Přelouč
- 1971 – TJ Slavia Praga IPS
- 1972 – TJ Praga
- 1973 – Sparta Praga
- 1974 – TJ Vyškov
- 1975 – TJ Vyškov
- 1976 – TJ Vyškov
- 1977 – TJ Vyškov
- 1978 – TJ Vyškov
- 1979 – TJ Vyškov
- 1980 – TJ Vyškov
- 1981 – TJ Vyškov
- 1982 – TJ Praga
- 1983 – TJ Praga
- 1984 – TJ Praga
- 1985 – TJ Vyškov
- 1986 – TJ Praga
- 1987 – TJ Praga
- 1988 – TJ Praga
- 1989 – TJ Vyškov
- 1990 – Sparta Praga
- 1991 – TJ Vyškov
- 1992 – TJ Praga

## Statystyki zwycięstw
1. RC Praga (LTC Praga, TJ Praga, TJ Spartak AZKG Praga) – 14
2. Slavia Praga (TJ Dynamo Praga, TJ Slavia Praga IPS) – 13
3. RC Vyškov (TJ Vyškov) – 11
4. VTJ Pardubice (ATK Praga, ÚDA Praga, Dukla Přelouč) – 6
5. Sparta Praga – 5
6. RC Dragon Brno (Sokol Brno I, Spartak ZJŠ Brno) – 2